# Згорній Козій Врх
Згорній Козій Врх (словен. Zgornji Kozji Vrh) — поселення в общині Радлє-об-Драві, Регіон Корошка, Словенія. Висота над рівнем моря: 333,5 м.